# NGC 3101
NGC 3101 é uma galáxia espiral (Sa) localizada na direcção da constelação de Sextans. Possui uma declinação de -02° 59' 41" e uma ascensão recta de 10 horas, 01 minutos e 35,5 segundos.
A galáxia NGC 3101 foi descoberta em 22 de Janeiro de 1865 por Albert Marth.